# Petr Bendl
Petr Bendl (* 24. ledna 1966 Kladno) je český politik, od října 2011 do července 2013 ministr zemědělství České republiky v Nečasově vládě, v letech 1998 až 2001, 2010 až 2017 a opět od července 2019 poslanec Poslanecké sněmovny PČR. V minulosti zastával funkce místopředsedy Občanské demokratické strany, ministra dopravy České republiky ve druhé Topolánkově vládě (2009) a hejtmana Středočeského kraje (2000–2008).

## Životopis
Vystudoval Vysokou školu strojní a textilní v Liberci, obor konstruktér víceúčelových obráběcích strojů. V letech 1990 až 1994 pracoval ve veřejném sektoru (hasič, vedoucí oddělení Okresního a Městského úřadu v Kladně), od roku 1994 působí ve volených veřejných funkcích. Je třikrát rozvedený, má tři syny. Jeho druhou manželkou byla mezi lety 2005–2011 podnikatelka Tamara Kotvalová.

### Politická kariéra
V letech 1994 až 1998 byl starostou města Kladno, v letech 1997 až 1998 současně vykonával funkci místopředsedy Svazu měst a obcí ČR.
Ve volbách v roce 1998 byl zvolen do Poslanecké sněmovny Parlamentu České republiky za ODS (volební obvod Středočeský kraj). Byl členem sněmovního výboru pro veřejnou správu, regionální rozvoj a životní prostředí. Na poslanecký mandát rezignoval v únoru 2001. V roce 2000 byl totiž zvolen hejtmanem Středočeského kraje; funkci obhájil i po krajských volbách v roce 2004. V krajských volbách v říjnu 2008 kandidoval neúspěšně za znovuzvolení; o 2,35 % hlasů zvítězila ČSSD s krajským lídrem Davidem Rathem.
V letech 2002 až 2010 byl místopředsedou ODS. V letech 2002 až 2006 působil ve stínové vládě Mirka Topolánka jako stínový ministr dopravy.
Při rekonstrukci Topolánkova kabinetu v lednu 2009 byl vybrán jako nástupce ministra dopravy Aleše Řebíčka. Po Bendlově nástupu na ministerstvo odstoupil první náměstek Jiří Hodač, údajně[zdroj?] faktický šéf ministerstva. Ani Bendl však nezamezil plýtvání, ke kterému podle analýzy Víta Bárty na ministerstvu docházelo. Podle svých slov se měl snažit navázat na všechno, co Řebíček v dopravě udělal.

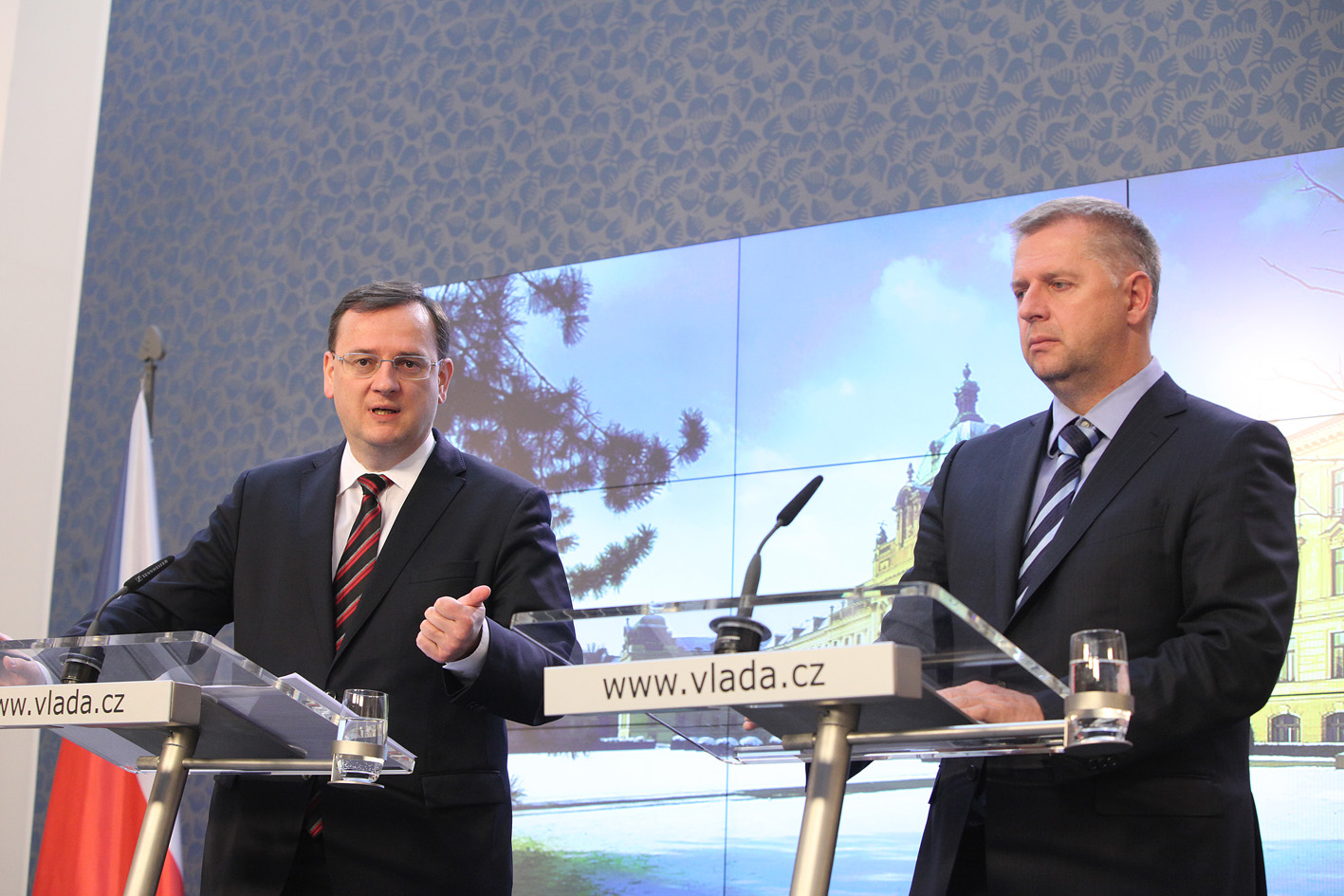
Ministr zemědělství Petr Bendl s premiérem Nečasem na tiskové konferenci 23. ledna 2013

Od voleb v roce 2010 opět působil jako poslanec. Byl členem hospodářského, kontrolního i petičního výboru Poslanecké sněmovny. Po náhlém odvolání Ivana Fuksy byl 6. října 2011 jmenován ministrem zemědělství České republiky v Nečasově vládě.
Ve volbách do Poslanecké sněmovny PČR v roce 2013 kandidoval ve Středočeském kraji jako lídr ODS a byl znovu zvolen poslancem, ovšem až z druhého místa, protože jej v počtu preferenčních hlasů překonal Adolf Beznoska.
V komunálních volbách v roce 2014 byl za ODS zvolen zastupitelem obce Bratronice na Kladensku (tamní kandidátku strany vedl jako lídr). Ve volbách v roce 2018 mandát zastupitele obce obhájil, opět jako lídr kandidátky. V komunálních volbách v roce 2022 kandidoval do zastupitelstva Bratronic opět jako lídr kandidátky ODS, mandát zastupitele se mu však nepodařilo obhájit.
Ve volbách do Poslanecké sněmovny PČR v roce 2017 za ODS ve Středočeském kraji získal podle vyhlášených výsledků 4 429 preferenčních hlasů. Mandát však po přepočtu hlasovacích lístků dne 19. listopadu 2017 na základě rozhodnutí Nejvyššího správního soudu nezískal. Poslancem se místo něj stal Martin Kupka. Posunul se tak na pozici prvního náhradníka. V červenci 2019 pak zanikl poslanecký mandát jeho stranické kolegyni Veronice Vrecionové, jelikož se stala poslankyní Evropského parlamentu. On sám se tak opět stal poslancem Poslanecké sněmovny PČR.
Ve volbách do Senátu PČR v roce 2020 kandidoval za ODS v obvodu č. 30 – Kladno. V prvním kole získal 14,10 % hlasů, a postoupil tak ze 2. místa do druhého kola, v němž prohrál s kandidátkou Pirátů Adélou Šípovou poměrem hlasů 32,86 % : 67,13 %, a senátorem se tak nestal.
Ve volbách do Poslanecké sněmovny PČR v roce 2021 kandidoval z pozice člena ODS na 7. místě kandidátky koalice SPOLU (tj. ODS, KDU-ČSL a TOP 09) ve Středočeském kraji. Získal 8 382 preferenčních hlasů a stal se poslancem.
Ve sněmovních volbách v roce 2025 kandiduje ze 7. místa kandidátní listiny koalice SPOLU ve Středočeském kraji.

### Písničkář

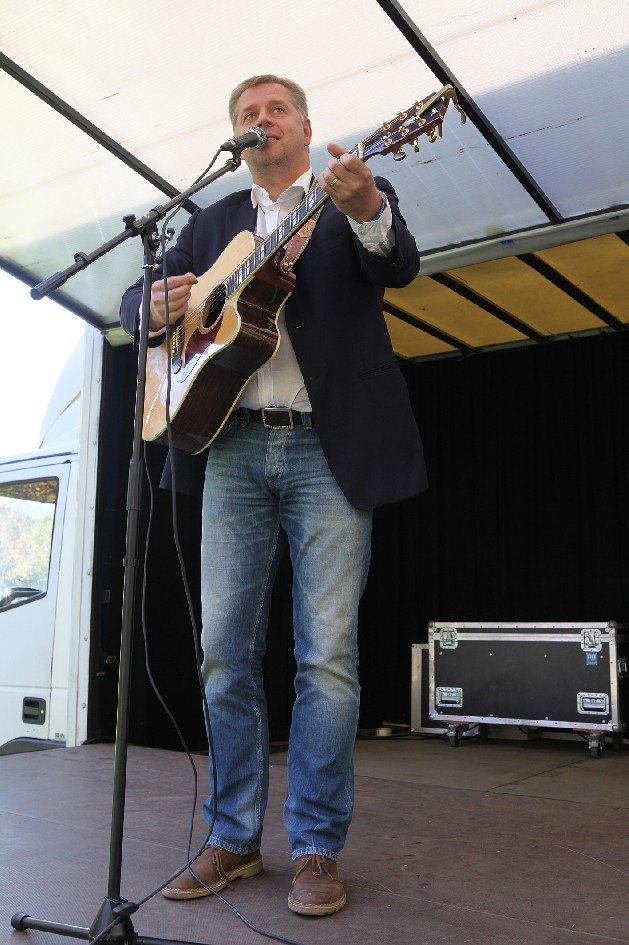
Petr Bendl s kytarou na předvolební akci ODS 22. října 2013

Petr Bendl působí také jako písničkář. Ve svých písních opěvuje především tramping a rybolov. Písničkářské dovednosti využil také při volební kampani na podzim 2008. Roman Horký jej přizval jako hosta k nahrání kompilačního alba Kamelotu „19 ztracených písní Wabiho Ryvoly“.

### Ocenění
Je držitelem:
- Čestné medaile Hasičského záchranného sboru ČR,
- Pamětní medaile udělené ministrem vnitra k 5. výročí Hasičského záchranného sboru ČR za spolupráci s HZS při povodních,
- Čestného odznaku štábního kapitána Václava Morávka za podporu činnosti jednotek aktivních záloh,
- Medaile Kraje modrých řek udělené Junák-svaz skautů a skautek ČR Středočeský kraj za rozvoj skautského hnutí ve Středočeském kraji,
- Čestné medaile Policie ČR,
- Pamětního odznaku ředitele krajského vojenského velitelství Praha.

## Kontroverzní prodej nemocnic
Podle informací Hospodářských novin prověřuje protikorupční policie prodej 10 nemocnic, které Středočeský kraj prodal v roce 2007, když byl Bendl hejtmanem. Podle Bendlova nástupce Davida Ratha vznikla kraji privatizací nemocnic škoda ve výši tři čtvrtě miliardy korun, protože nemocnice byly prodány výrazně pod účetní hodnotou. Podle Bendla šlo o jednu z nejtransparentnějších privatizací a cena prý nebyla hlavním kritériem privatizace.

## Záchrana billboardů u silnic I. a II. třídy
V roce 2017 Bendl využil přílepku k zákonu o pozemních komunikacích z řad STAN a TOP 09, kdy přílepkem, dal možnost obcím nakládat libovolně s reklamou na pozemcích obce. Díky tomu si vysloužil kritiku, kdy tak obešel zákon, který měl umožnit odstraňování reklamy, kolem silnic a dálnic. Řada politiků pak tento zákon označila za přílepek lobbistů.